# 片岡愛之助 (6代目)
六代目 片岡 愛之助（かたおか あいのすけ、1972年〈昭和47年〉3月4日 - ）は、日本の歌舞伎役者、俳優、舞踊家。本名：片岡 寛之（出生名：山元 寛之）。
上方舞の名取名は三代目 楳茂都 扇性（うめもと せんしょう）。屋号は松嶋屋。定紋は追いかけ五枚銀杏。歌舞伎名跡「片岡愛之助」の当代。血液型はB型。妻は女優の藤原紀香。松竹エンタテインメント所属。身長172cm。

## 略歴
大阪府堺市堺区神南辺町出身。本名は片岡 寛之（かたおか ひろゆき）。旧姓は山元（やまもと）。愛称は「愛之助」からの連想による「ラブリン」。歌舞伎とは無縁の、スクリュー製造工場を営む家庭（両親は愛之助が20代のころ相次いで死去）に育った。妹が一人。1977年に習い事の一環として受験した松竹芸能の子役オーディションに合格。実家から同社のタレント養成所へ通いつつ、現代劇の舞台公演などで子役としての経験を積んだ。子役から芸能界に入ったきっかけについては、実家の工場にダンプカーが出入りしていたことから「危ないし、だからといって家に置いたままにするのも可哀想なので」という家族の意向だったという。
1979年、藤山直美の初主演作品である『欲しがりません勝つまでは』（NHK総合テレビ「銀河テレビ小説」）で、子役としてテレビドラマに初出演。本名で歌舞伎の舞台にも子役で出演する。1981年、子役としての演技と歌舞伎への関心の高さを十三代目片岡仁左衛門に見出され、二代目片岡秀太郎の誘いで片岡一門の部屋子へ転身。十三代目片岡仁左衛門の本名の片岡千代之助から千代を字を取って「片岡千代丸」を襲名し、京都南座で上演の『勧進帳』で初めて歌舞伎役者としての舞台を踏んだ。1993年、二代目片岡秀太郎の養子となったことを機に、大阪中座で上演の『勧進帳』で駿河次郎役を演じ、六代目片岡愛之助を襲名。
1994年に名題昇進。1997年の咲くやこの花賞を機に、国立劇場優秀賞（2002年）、大阪舞台芸術新人賞（2003年）、大阪舞台芸術奨励賞（2005年）、松尾芸能賞新人賞（2006年）などを受賞した。また秀太郎が提唱する「平成若衆歌舞伎」の中心メンバーとして、歌舞伎の伝統と現代演劇の新味を融合させた舞台活動にも取り組んでいる。また、入門後は20年以上に渡り本業へ専念したが、2003年の『夜桜お染』よりテレビ時代劇にも出演し、2011年にテレビ朝日系列で放送された連続ドラマ『ハガネの女』シーズン2で30年ぶりに現代劇へ登場。2013年のテレビドラマ『半沢直樹』ではおネエ口調のエリート官僚黒崎駿一役で話題を集め、第78回ザテレビジョンドラマアカデミー賞の助演男優賞で香川照之に次いで2位に入賞。
オリコンによる「ブレイク俳優ランキング」で2013年に3位、2014年に第10位にランクインした。
2016年には、大河ドラマ『真田丸』（三谷幸喜 脚本）にて、主人公 真田幸村（演：堺雅人）の舅 大谷吉継 役として出演し、大河ドラマ初出演となる。堺雅人とは『半沢直樹』以来の再共演となった。この年、女優の藤原紀香と結婚した。
2018年には、歌舞伎版『NARUTO -ナルト-』（岸本斉史 原作）にて、うちはマダラ 役として出演し、アニメ関係作品初出演となる。
2020年には、ドラマ『半沢直樹』続編に引き続き黒崎駿一役で出演。
2024年11月29日、「吉例顔見世興行」（12月1日に京都南座で開幕）の稽古中に舞台装置と接触し負傷。稽古終了後、病院で診察を受けた結果、「上顎および鼻骨骨折」と診断され、「吉例顔見世興行」は当面休演し代役を立てて上演することとなる。接触の際の状況については、ブログで「えび反り体勢のところに、かなり速いスピードで顔面に降りてきたセットに驚き咄嗟に数センチよけることが精一杯でした。」と述べている。2025年1月16日、同年2月1日開演の大阪松竹座「立春歌舞伎特別公演」についても大事をとって休演することが発表された。2月9日、自身の53歳の誕生日である3月4日が初日の歌舞伎座「三月大歌舞伎」で舞台に復帰することを発表。

## 人物
1981年の片岡一門入門を機に十三代目片岡仁左衛門の部屋子→二代目片岡秀太郎の養子として上方歌舞伎を中心に活動。今では数少ない大阪出身・在住の歌舞伎役者である。本人は中卒で歌舞伎役者になっても良いと思ったが、実父母から「高校だけは出なさい」と言われ、大阪府立信太高等学校を卒業した。その後は大学進学・歌舞伎役者・それ以外の道を自由に選択できたが、本人の希望で歌舞伎役者を本業にした。養子話が持ち上がると、長男であるのに両親は快く賛成した。1999年に実母が末期がんで他界し、2000年に実父がくも膜下出血で急逝したが、養子縁組後も、さらに結婚後も本籍を実家に置いたままという。
端整な顔立ちから女性ファンが多い。かつては女形を務めることも多かったが、現在は立役を主に、『勧進帳』の富樫をはじめとして『源平布引滝・義賢最期』の木曽先生義賢などの丸本物、『女殺油地獄』の与兵衛、『伊勢音頭恋寝刃』の福岡貢などの上方和事のほか、『鳴神』の鳴神上人、『お染の七役』の鬼門の喜兵衛、『青砥稿花紅彩画』の日本黙右衛門など江戸歌舞伎の荒事、生世話物に、『鯉つかみ』などのケレン物、そして新作、舞踊、ミュージカルなど幅広い役柄をこなす。2008年12月10日、上方舞楳茂都流の四世家元を継承、三代目楳茂都扇性も襲名した。
2011年、女性週刊誌『女性セブン』（小学館）3月3日号で元ホステスとの間に小学校5年生の男児（当時）の隠し子がいると報じられ、愛之助は会見を開き同誌の記事について「おおむね事実でございます」と認め、養育費など生活の援助は続けているが認知していないことを明かし、現在は別居している子どもについて今後認知するかどうかについては、「子どもがもう少し大きくなって本人の意見を聞きたい」とした。
2014年には『劇場版 仮面ライダー鎧武 サッカー大決戦!黄金の果実争奪杯!』にて、仮面ライダーマルス役に抜擢される。歌舞伎界初の仮面ライダーとして話題を呼んだ。愛之助自身も子供のころから『仮面ライダー』を見て育った世代であるため、オファーが来た時には二つ返事で快諾したと語っている。
B'zと親交があり、B'zの2人も愛之助の出演する歌舞伎の公演を見に来ているという。
実家の山元家が鹿児島県徳之島をルーツとしていることにより、愛之助自身も2021年10月から徳之島観光大使を務めている。徳之島側は愛之助が早期に徳之島を訪問することを希望していたが、台風による渡航断念など諸事情で延び延びとなっており、2023年5月に妻の藤原紀香を同道して愛之助が徳之島を訪問、その際には先祖の墓参り及び徳之島観光大使委嘱式なども執り行った。

### ドラゴンクエストシリーズ
「ドラゴンクエストシリーズ」の大ファンで1作目からプレイしており『ドラゴンクエストIX 星空の守り人』が発売された後ではすれちがい通信をするために、秋葉原に足を踏み入れるほどだったと語っている。他に『ドラゴンクエストモンスターズ』を数百時間遊びこみ、ほぼモンスターコンプリートしている。生みの親である堀井雄二が、愛之助の公演を見に行った日に共通の友人の紹介で食事に誘われる。堀井の指名による直接オファーから2つ返事で2015年に発売された『ドラゴンクエストヒーローズ』で悪役・ヘルムード役として出演した。好きなDQナンバリングタイトルは衝撃度では第1作目、やり込んだのは『IX』である。

### 半沢直樹
2013年、TBSの日曜劇場『半沢直樹』に国税局査察部統括官・黒崎駿一役で出演。オネエ口調で激怒すると男性部下の股間を鷲掴みにするキャラクターを演じ話題となった。高視聴率も相俟って人気キャラクターとなり、原作者の池井戸潤はドラマ放映時に執筆中だった半沢直樹シリーズ第4作『銀翼のイカロス』に、当初は予定になかった黒崎を登場させると述べた。片岡は、黒崎のキャラクターは「いろんな人物を参考にして作っているので、特定の誰かというわけではありません」という。ドラマ版『半沢直樹』のキャラクターの中で、原作者・池井戸潤は片岡が演じた黒崎駿一が1番好きだと述べていた。

## 出演作

### 歌舞伎
- 松竹大歌舞伎
- 平成若衆歌舞伎
- 浅草歌舞伎
  - 2005年、松嶋屋型の『恋飛脚大和往来（封印切）』を披露。
- 花形歌舞伎
- 三越歌舞伎
- 永楽館歌舞伎（2008年-）
- 利根運河薪歌舞伎（2010年）
- システィーナ歌舞伎（2010年-）
- 新作歌舞伎
  - NARUTO -ナルト-（2018年8月4日-27日、松竹座・新橋演舞場、岸本斉史 原作、G2 脚本・演出） - うちはマダラ 役
  - 流白浪燦星（ルパン三世）（2023年） - 主演・ルパン三世 役

ほか

### 舞台
- 蝉しぐれ（2007年、松竹座、藤沢周平 原作、河毛俊作 演出） - 主演・牧文四郎 役
- 御いのち（2008年、御園座、橋田壽賀子 作、石井ふく子 演出） - 主演・大倉作左衛門 役
- 新派120年記念 九月新派公演（2008年、南座）
  - 一、遊女夕霧（川口松太郎 作　大場正昭 演出） - 番頭与之助 役
  - 二、明日の幸福（中野實 作　石井ふく子 演出） - 松崎寿雄 役
- 赤い城 黒い砂（2009年、南座・日生劇場、W．シェイクスピア/J．フレッチャー「二人の貴公子」 原作、蓬莱竜太 脚本）  - 主演・ジンク 役
- 花の武将(ひと) 前田慶次（2010年、大阪松竹座、隆慶一郎 原作、横内謙介 脚本、河毛俊作・岡村俊一 演出）  - 主演・前田慶次 役
- 好色一代男（2011年8月、御園座、井原西鶴 原作、岡本さとる 脚本・演出） - 主演・浮世之助 役
- 酒と涙とジキルとハイド（2014年4-5月、東京芸術劇場、天王洲銀河劇場、シアターBRAVA!　三谷幸喜 作・演出／2018年再演）  - 主演・ジキル博士 役
- 炎立つ（2014年8-9月、Bunkamuraシアターコクーンほか、高橋克彦 原作・原案　木内宏昌 脚本　栗山民也 演出） - 主演・キヨヒラ 役
- ミュージカル『コメディ・トゥナイト! ローマで起こったおかしな出来事〈江戸版〉』（2017年、新橋演舞場・大阪松竹座、宮本亜門 演出） - 主演[24]
- N響第1871回定期公演／プロコフィエフ：『イワン雷帝』（2017年11月17、18日／NHKホール） - 語り
- 奇人たちの晩餐会（2022年6月-7月、世田谷パブリックシアター他、フランシス・ヴェベール 作、山田和也 演出） - 主演・フランソワ 役[25]
- 日本テレビ開局70年記念舞台「西遊記」（2023年11月 - 2024年1月、大阪 / 福岡 / 名古屋 / 東京） - 主演・孫悟空 役[26]

### テレビドラマ
- 銀河テレビ小説『欲しがりません勝つまでは』（1979年、NHK総合）[27]
- 眠狂四郎無頼控 第10話「仇討無惨! 秘めた出生の謎」（1983年、テレビ東京）
- 夜桜お染（2003年10月14日 - 2004年1月27日、フジテレビ） - 音次 役
- 水戸黄門第33部 最終回SP「大対決！八百八町は日本晴れ」（2004年9月20日、TBS） - 小田切土佐守 役
- 正月時代劇「新選組!! 土方歳三 最期の一日」（2006年、NHK総合） - 榎本武揚 役
- 浪花の華〜緒方洪庵事件帳〜（2009年1月 - 3月、NHK総合） - ナレーション
- TBS開局60周年記念ドラマ 「99年の愛〜JAPANESE AMERICANS〜」（2010年11月6日、TBS） - 夏木 役
- ハガネの女 season2（2011年4月 - 6月、テレビ朝日） - 上川俊一 役
- 恋するオトナのドラマスペシャル 「黄昏流星群〜星降るホテル〜」（2012年6月26日、関西テレビ） - 仰木光弘 役
- 半沢直樹（TBS） - 黒崎駿一 役
  - 2013年版（2013年7月 - 9月）
  - 2020年版（2020年7月 - 9月）
- ガラスの家（2013年9月 - 10月、NHK総合） - 村木陽介 役
- 金曜プレステージ⇒金曜プレミアム（フジテレビ） 
  - 「名探偵 神津恭介シリーズ」 - 主演・神津恭介 役
    - 「名探偵 神津恭介1 〜影なき女〜」（2014年3月14日）
    - 「名探偵 神津恭介2 〜呪縛の家〜」（2015年7月10日）
- 仮面ライダー鎧武/ガイム 第37話（2014年7月13日、テレビ朝日） - 仮面ライダーマルスの声 役（特別出演）
- LOVE理論（2015年4月 - 6月、テレビ東京） - 水野愛也 役
- ある日、アヒルバス（2015年7月 - 8月、NHK BSプレミアム） - アヒルバス社長（鴨田博俊） 役
- 刑事7人 第1シリーズ（2015年7月15日 - 9月9日、テレビ朝日） - 山下 巧 役[28]
  - 刑事7人 第2シリーズ（2016年7月13日 - 9月14日）[29]
  - 刑事7人 第3シリーズ（2017年7月12日 - 9月13日）
  - 刑事7人 第4シリーズ 第3話（2018年7月25日）
  - 刑事7人 第5シリーズ 第1話（2019年7月10日）
- 大河ドラマ（NHK総合）
  - 真田丸（2016年） - 大谷吉継 役[30]
  - 麒麟がくる（2020年） - 今川義元 役[31]
  - 鎌倉殿の13人（2022年） - 北条宗時 役[32]
  - べらぼう〜蔦重栄華乃夢噺〜（2025年） - 鱗形屋孫兵衛 役[33]
- 勇者ヨシヒコと導かれし七人 第2話（2016年10月14日、テレビ東京） - 噛みの神 役
- 鬼平外伝 最終章 四度目の女房（2016年10月、BSスカパー!／同年12月10日、時代劇専門チャンネル） - 伊之松 役
- 石川五右衛門 第4話（2016年11月4日、テレビ東京） - 深田頼近 役[34]
- 悦ちゃん〜昭和駄目パパ恋物語〜（2017年7月 - 9月、NHK総合） - ナレーション
- BSジャパン 火曜ドラマ 池波正太郎時代劇 光と影 第1話「運の矢」（2017年10月3日、BSジャパン） - 天野源助 役
- 風雲児たち〜蘭学革命（れぼりゅうし）篇〜（2018年1月、NHK総合） - 前野良沢 役[35][36]
- 連続テレビ小説「まんぷく」（2018年10月 - 2019年3月、NHK総合） - 加地谷圭介 役[37]
- ドクターY〜外科医・加地秀樹〜（2019年10月6日、テレビ朝日） - 木田光彦 役
- 連続ドラマW「大江戸グレートジャーニー 〜ザ・お伊勢参り〜」第2話（2020年6月13日、WOWOW） - 留蔵 役[38]
- レンアイ漫画家（2021年4月8日 - 6月17日、フジテレビ） - 向後達也 役[39]
- 倫敦ノ山本五十六（2021年12月30日、NHK総合） - 堀悌吉 役[40]
- チェイサーゲーム（2022年9月9日 - 10月28日、テレビ東京） - 松山社長 役[41]
- 警視庁アウトサイダー（2023年1月5日 - 、テレビ朝日） - 有働弘樹 役[42]
- 大奥「8代・徳川吉宗×水野祐之進編」（2023年1月10日 - 3月14日、NHK総合） - 藤波 役[43]
- Dr.チョコレート（2023年4月22日 - 6月24日、日本テレビ） - ナレーション

### テレビ番組
- ひるおび!（2009年4月13日、TBS） - 密着ドキュメントを放送
- 読売テレビ開局55年記念報道特別番組　あのときの鼓動（2013年3月18日 - 3月20日、読売テレビ） - ナビゲーター
- 視聴者参加型インタラクティブレース番組「BLOODY TUBE」（2013年6月15日、BSジャパン） - 大会オーガナイザー 役
- 情熱大陸（2013年10月6日、毎日放送）
- 第64回NHK紅白歌合戦（2013年12月31日、NHK総合・ラジオ第1） - ゲスト審査員
- MISSION 001〜みんなでスペースインベーダー〜 （2014年1月3日、テレビ東京） - アイーブル総督、ワルーブル総督、コイーブル総督、オニーブル総督 役
- 片岡愛之助の解明!歴史捜査（2015年4月 - 2018年3月29日、BS日テレ）
- KABUKI KOOL（2018年4月4日 - 放送中、NHKワールドTV） - 講師・解説
- BS松竹東急 開局１周年記念特別企画　愛之助が走る！彌十郎が撮る！北条家ゆかりの伊豆めぐり〜バイクとカメラ 絶景＆グルメ旅〜（2023年3月26日、BS松竹東急）
- シリーズ御堂筋線モダン建築でたどる大阪１００年（2023年6月8日 - 6月15日、NHK総合(大阪)） - ナビゲーター

### 映画
- シベリア超特急5（2005年） - 裕木小次郎 役
- Beauty うつくしいもの（2007年） - 桂木雪夫 役
- 宮城野 （2008年） - 矢太郎 役
- 私は貝になりたい（2008年） - 日高大尉 役
- 築城せよ!（2009年） - 石崎祐一 / 恩大寺隼人将 役
- 小川の辺（2011年） - 佐久間森衛 役
- 赦免花（2013年） - 松前伊豆守 役
- 歌舞伎町はいすくーる（2014年） - キクマサ 役
- 劇場版 仮面ライダー鎧武 サッカー大決戦!黄金の果実争奪杯!（2014年） - コウガネ / 仮面ライダーマルス 役
- マザー（2014年） - 主演・楳図かずお 役
- レインツリーの国（2015年） - 澤井徹 役[44]
- 七つの会議（2019年） - 坂戸宣彦 役[45]
- 小説の神様（2020年） - 千谷昌也 役[46]
- 総理の夫（2021年） - 相馬多和 役
- 仕掛人・藤枝梅安 第一作（2023年2月3日）- 彦次郎 役[47]
  - 仕掛人・藤枝梅安 第二作（2023年4月7日）
- キングダム 運命の炎（2023年7月28日） - 馮忌 役[48]
- 翔んで埼玉 〜琵琶湖より愛をこめて〜（2023年11月23日） - 嘉祥寺晃 役[49]
- はたらく細胞（2024年12月13日） - 肺炎球菌 役[50]

### テレビアニメ
- つくもがみ貸します（2018年7月23日 - 10月15日、NHK総合） - ナレーション[51]

### 劇場アニメ
- 映画 妖怪ウォッチ 誕生の秘密だニャン!（2014年） - トキヲ・ウバウネ 役
- LUPIN THE IIIRD THE MOVIE 不死身の血族（2025年） - ムオム 役[52]

### ゲーム
- 仮面ライダーバトル ガンバライジング（2014年、バンダイ） - 仮面ライダーマルス 役
  - 仮面ライダーバトル ガンバレジェンズ（2023年、バンダイ） - 仮面ライダーマルス 役
- 妖怪ウォッチ2 元祖/本家（2014年、レベルファイブ） - トキヲ・ウバウネ 役
- ドラゴンクエストヒーローズ 闇竜と世界樹の城（2015年、スクウェア・エニックス） - ヘルムード 役

### 吹き替え
- ヴェノム:レット・ゼア・ビー・カーネイジ（2021年） - カーネイジ 役[53]
- ホーンテッドマンション（2023年） - ケント 役（オーウェン・ウィルソン）[54]
- 怪盗グルーのミニオン超変身（2024年） - マキシム・ル・マル 役[55]

### CM・広告
- オンワード樫山「五大陸」（2013年10月 - ） - ブランドアンバサダー[56]
- オートバックスセブン「スーパータイヤセール」（2013年10月31 - ）[57]
- 信和グループ

CMのシリーズは下記の通り2014年～
- 2014年～
  - 『Mr.提案マン 会議室篇』
  - 『Mr.提案マン 営業篇』
- 2016年～
  - 『なぜなのか信和 秘密の土地活用篇』
  - 『なぜなのか信和 ルネス工法篇』
  - 『なぜなのか信和 ビフォーアフター篇』
  - 『なぜなのか信和 100年活用篇』
- 2018年～
  - 『TEAM SHINWA ブランド篇』
  - 『TEAM SHINWA 土地活用篇』
- 2021年～
  - 『TEAM SHINWA 新コーポレート・ロゴ発表
- 2022年3月～『想像の先へ　ウェルビーイング編』『想像の先へ　屋内菜園編』
- サントリーフーズ「ボス グリーン」『毎日の習慣・昼』篇、『毎日の習慣・夜』篇（2014年1月21日 - ）[58][59]
- 桃屋
  - さあさあ生七味とうがらし山椒はピリリ結構なお味『さあさあ』篇（2014年3月21日 ）[60]
  - ごはんですよ!『GOEMON ごはんですよ!』篇（2015年1日2日 - ）[61]
  - 梅ごのみ『GOEMON ごはん』篇、梅ごのみ『GOEMON きゅうり』篇（2015年1日2日 - ）[61]
  - 穂先メンマやわらぎ『穂先だけ』篇（2015年）[62]
  - 辛そうで辛くない少し辛いラー油『チカラー油』篇（2015年）
  - きざみしょうが
    - 『おいしいしょうが』篇（2016年）
    - 『そうめん』篇（2021年）

  - 辛そうで辛くない少し辛いラー油『餃子は好きですか』篇（2016年）[63]
  - 味付榨菜『食べた事ありますか』篇（2019年1月5日 - ）[64][65]
  - きざみにんにく『スタミナ丼』篇、『エビのアヒージョ」篇（2019年）
  - 辛そうで辛くない少し辛いラー油&しびれと辛さががっつり効いた麻辣香油『対決』篇（2019年11月22日 - ）[66]
  - キムチの素『豚キムチ』篇、『たこキムチ』篇（2020年10月 - ）[67]
  - 辛さ増し増し香ばしラー油『辛玉うどん』篇（2021年11月19日 - ）[68]
- 資生堂「フルメーク ウォッシャブル ベース」『FWB vs 歌舞伎メーク』篇（2014年5月30 - ）[69][70]
- ACジャパン 日本脳卒中協会・支援キャンペーン「写楽」（2015年） - ナレーション[71]
- キリンビール「淡麗プラチナダブル」『オレの流儀 好きなんだから』篇、『オレの流儀 今日のほうび篇』（2015年6月26日 - ）[72]
- UHA味覚糖
  - 焦がしミルクと塩チョコ「塩の花」『塩の花ってなんの花・アメを見る篇』、『塩の花ってなんの花・踊る篇』（2014年10月18日 - ）[73]
  - 「特濃ミルク8.2 カボチャミルク」『特濃ミルク 麻呂でまろやか篇 カボチャミルク』（2016年9月29日 - ）[74]
  - 「特濃ミルク」『楽屋１. もひとつどうぞ』篇、『楽屋２. やっぱり濃いですね」篇、『楽屋３. 前に前に』篇（2018年10月20日 - ）[75]
  - 「レインボーラムネミニ」『レインボー将軍〜ミニ登場〜』篇、『レインボー将軍〜あっぱレインボー〜』篇〈 関西地区、東海（愛知・三重・岐阜）地区〉（2021年5月15日 - ）[76]
  - 「特濃ミルク8.2塩ミルク」、「特濃ミルク8.2」『目でアピール』編、『さすが』編（2021年4月17日 - ）[77]
- Y!mobile｢イヤミ登場」篇（2021年2月13日 - ） - イヤミ 役[78]
- ジェーシービー「JCBオリジナルシリーズ」『JCBカード氏』編 （2021年12月8日 - ）[79]

### 玩具
- COMPLETE SELECTION MODIFICATION 戦極ドライバー（2021年3月、バンダイ） - コウガネ / 仮面ライダーマルス 役（ライブラリ出演）

### 書籍
- 『歌舞伎修業―片岡愛之助の青春』（松島まり乃・著、2002年7月、生活人新書）[80]
- 写真集『愛之助』（2009年2月、ぴあ）
- 『愛之助が案内永楽館ものがたり -出石-兵庫県豊岡市』 清水まり共著 集英社 2015

### 雑誌
- 『演劇界』[81]
- 『Richer（リシェ）』2013年2月号（京阪神エルマガジン社）
- 『婦人画報』2013年3月号（ハースト婦人画報社）
- 『BEST STAGE（ベストステージ）』2013年3月号（音楽と人）
- 『CREA（クレア）』2013年9月号（文藝春秋）

### その他
- 大阪市中央区にある大阪歴史博物館の9F：中世近世フロアにて、モニター画面より案内役を務めている文楽人形・浪花屋寅之助の声を充てている。
- ブルーベル・ジャパン 2013年フレグランス・アンバサダー
- ザ・グランドティアラ 「愛舞台」 - 和装プロデュース
- 大江裕『登竜門』 - CDジャケット題字

## 受賞歴
- 1997年：咲くやこの花賞
- 2002年：国立劇場・優秀賞
- 2003年：大阪舞台芸術新人賞
- 2005年：大阪舞台芸術奨励賞
- 2005年：重要無形文化財（総合認定）に認定され、伝統歌舞伎保存会会員となる[82]。
- 2006年：松尾芸能賞・新人賞
- 2014年：第11回COTTON USAアワード - Mr.COTTON USA
- 2014年：第43回ベストドレッサー賞 - 学術・文化部門
- 2015年：第28回日本メガネベストドレッサー賞・文化界部門[83]
- 2024年：第74回芸術選奨 演劇部門 大臣賞（『夏祭浪花鑑』ほか[84][85]）。